# BÄKO
Die BÄKO-ZENTRALE eG (kurz: BÄKO) ist ein genossenschaftlich organisierter Fachgroßhandel für Bäckereien und Konditoreien. Ihre Funktion ist die Koordination von Einkauf und Rohstoffversorgung der angeschlossenen Backbetriebe in Deutschland und Österreich.

## Abkürzung
BÄKO ist eine Abkürzung und steht für Bäcker- und Konditorengenossenschaft.

## Aufgaben
Die BÄKO-Zentrale eG übernimmt als erste Großhandelsstufe den weltweiten Einkauf von Produkten für die angeschlossenen ca. 13.000 Bäcker und Konditoren aus Deutschland und Österreich, ist für die übergeordnete Logistik verantwortlich und stellt Dienstleistungen bereit. Das einige tausend Artikel umfassende Sortiment umfasst auch BÄKO-Eigenmarken. Die Regionalgenossenschaften sind als zweite Stufe für die Verteilung bis zu den einzelnen Betrieben zuständig.

## Geschichte
Vorläufer der Bäckerei- und Konditoreigenossenschaft waren Einkaufsgemeinschaften für Hefe und Kohle, die sich Ende des 19. Jahrhunderts aus Innungen herausbildeten. Die heutige BÄKO-Zentrale sieht als ersten direkten Vorläufer die übergreifende Zentrale-Einkaufsgenossenschaft rheinisch-westfälischer Bäckermeister e.G.m.b.H. an, die am 15. November 1908 durch die Genossenschaften aus Düsseldorf, Elberfeld, Essen, Steele, Goch, Hagen und Dortmund gegründet wurde. Ein weiterer großer Zusammenschluss bildete sich im Januar 1919 mit der Einkaufszentrale der Bäckergenossenschaften Norddeutschlands e.G.m.b.H.
Die Jahrzehnte seit dem Zweiten Weltkrieg waren inhaltlich der Weiterentwicklung von der reinen Einkaufsorganisation zum allgemeinen Dienstleister für die Mitglieder und organisatorisch von zahlreichen schrittweisen Zusammenlegungen auf regionaler und übergeordneter Ebene geprägt. Am 1. Januar 2018 wurden die beiden zuletzt verbliebenen Landeszentralen BÄKO-Zentrale Nord eG, Sitz in Duisburg, und BÄKO-Zentrale Süddeutschland eG, Sitz im Ladenburg (Baden-Württemberg), zur einheitlichen BÄKO-Zentrale eG fusioniert.

## Organisation
Die BÄKO-Organisation besteht aus der Zentrale, der BÄKO-ZENTRALE eG (Umsatz 2023: 1,72 Mrd. Euro, Mitarbeiter: 228), mit Hauptsitz in Duisburg und drei Zweigniederlassungen in Ladenburg, Nürnberg und Rellingen (bei Hamburg), sowie 25 BÄKO-Regionalgenossenschaften (Umsatz 2023: 2,56 Mrd. Euro, Beschäftigte 3297), die die Mitglieder mit Waren beliefern. Deutschland gliedert sich dabei noch in 24 Regionalgenossenschaften, während in Österreich eine einzige landesweit tätig ist.
Die Regionalgenossenschaften  weisen  unterschiedliche Besonderheiten auf. So bildet die BÄKO Erzgebirge/Vogtland e.G. seit dem 1995 erfolgten Zusammenschluss mit der Fleischergenossenschaft Schneeberg die bisher einzige gemeinsame Bäcker- und Fleischergenossenschaft. Einige Genossenschaften haben ihre Aktivitäten auch auf das benachbarte Ausland ausgedehnt. Die BÄKO Ost eG gründete 2005 mit der BÄKO Polska Sp. z o.o. eine polnische Tochtergesellschaft, während die BÄKO - Österreich e.Gen. über die 2007 entstandene Tochtergesellschaft PAN & PAS in Südtirol aktiv wurde.

## Kommunikation
Die monatlich im Verlag Chmielorz erscheinende Fachzeitschrift BÄKO-magazin ist das offizielle Organ der Genossenschaft. Sie entstand 1990 aus der seit 1967 herausgegebenen BÄKO – Informationen.

## Belege
1. ↑  Struktur. In: Über uns. BÄKO-Zentrale eG, Duisburg, abgerufen am 11. November 2021.
2. 1 2  Die Geschichte der BÄKO Ost eG. BÄKO Ost eG (Sachsen-Brandenburg), Klipphausen, abgerufen am 11. November 2021.
3. 1 2  Von der Einkaufsgenossenschaft zur markt- und kundenorientierten Dienstleistungsorganisation. BÄKO-Zentrale eG, Duisburg, abgerufen am 11. November 2021.
4. ↑  Unsere Standorte. BÄKO-Zentrale eG, Duisburg, abgerufen am 11. November 2021.
5. ↑  Digitale Generalversammlung der BÄKO-ZENTRALE eG am 23. Juni 2021. In: Presseinformation. BÄKO-Zentrale eG, Duisburg, abgerufen am 11. November 2021.
6. ↑  Unsere Geschichte. BÄKO Erzgebirge/Vogtland e.G., Stützengrün, abgerufen am 11. November 2021.
7. ↑  Geschichte. BÄKO Österreich, Linz, abgerufen am 11. November 2021.
8. ↑  Verlag/Historie. Verlag Chmielorz GmbH, Wiesbaden, abgerufen am 11. November 2021.